# Angel in Exile
Angel in Exile is een Amerikaanse dramafilm uit 1948 onder regie van Allan Dwan en Philip Ford. In Nederland werd de film destijds uitgebracht onder de titel De schatten van de Sierra.

## Verhaal
Als de bandiet Charlie Dakin weer op vrije voeten is, gaat hij in Mexico op zoek naar het gestolen goud, dat zijn kompanen Max Giorgio en Carl Spitz er in een mijnschacht hebben verstopt. Om geen argwaan te wekken bij de plaatselijke bevolking geeft hij zich uit voor een echte goudzoeker. Zijn vondst wordt door hen beschouwd als een teken dat er nog steeds goud aanwezig is in de mijn. Dan verschijnen zijn makkers op het toneel.

## Rolverdeling
| Acteur                | Personage             |
| --------------------- | --------------------- |
| John Carroll (acteur) | Charlie Dakin         |
| Adele Mara            | Raquel Chavez         |
| Thomas Gomez          | Dr. Esteban Chavez    |
| Barton MacLane        | Max Giorgio           |
| Alfonso Bedoya        | Ysidro Álvarez        |
| Grant Withers         | Sheriff               |
| Paul Fix              | Carl Spitz            |
| Art Smith             | Emie Coons            |
| Tom Powers            | Gevangenisdirecteur   |
| Ian Wolfe             | Gezondheidsinspecteur |
| Howland Chamberlain   | J.H. Higgins          |
| Elsa Lorraine Zepeda  | Carmencita            |
| Mary Currier          | Verpleegster          |